# Lesoto en los Juegos Olímpicos de Múnich 1972
Lesoto estuvo representado en los Juegos Olímpicos de Múnich 1972 por un deportista masculino que compitió en atletismo.
El portador de la bandera en la ceremonia de apertura fue el atleta Motsapi Moorosi. El equipo olímpico lesotense no obtuvo ninguna medalla en estos Juegos.